# Gottfried Ramsauer
August Jacob Gottfried Ramsauer (* 14. Januar 1827 in Oldenburg; † 8. Juli 1904 ebenda) war ein deutscher Lehrer, zuletzt Geheimer Oberschulrat, und Prinzenerzieher am großherzoglichen Hof in Oldenburg.

## Leben
Gottfried Ramsauer war das sechste Kind des Prinzenerziehers Johannes Ramsauer (1790–1848) und dessen Frau Wilhelmine geb. Schultheß (1795–1874). Er wuchs in einer christlich-pietistisch geprägten Großfamilie in Oldenburg auf. Unterricht erhielt er zunächst mit seinen dreizehn Geschwistern von seinem Vater. Von 1839 bis 1845 besuchte er das Alte Gymnasium Oldenburg. Ab 1845 studierte er Theologie in Halle und Göttingen. Im Juli 1849 legte er das Tentamen ab und studierte anschließend von 1850 bis 1852 in Bonn und Berlin zusätzlich Philologie. Anschließend erhielt er eine Stelle als Hilfskraft am Gymnasium in Oldenburg. 1854 wurde er dritter Collaborator (Hilfslehrer). 1860 erhielt er den Titel Professor.
Im gleichen Jahr wurde er Erzieher des Erbgroßherzogs von Oldenburg Friedrich August. Von 1863 bis 1878 war Ramsauer als Pfarrer in Oldenbrok in der Gemeinde Ovelgönne tätig. Während dieser Zeit war er gleichzeitig auch geistlicher Kreisschulinspektor für die Schulen der Gemeinden Wardenburg, Zwischenahn, Edewecht und Rastede. Zu dieser Zeit stand die geistliche Schulaufsicht in der Kritik und auch Ramsauer wurde wegen seiner oft willkürlich erscheinenden Entscheidungen seitens der Lehrerschaft kritisiert.
Am 1. Mai 1878 wurde er als Oberschulrat in das Evangelische Oberschulkollegium Oldenburgs berufen. 1895 wurde er als Geheimer Oberschulrat pensioniert.

## Schriften
Ramsauer beschäftigte sich mit der Ethik des Aristoteles beschäftigt und veröffentlichte dazu einige Schriften. Seine 1858 veröffentlichte Auseinandersetzung mit der Großen Ethik Aristoteles’ erreichte 1964 nochmals einen Nachdruck.
- Zur Charakteristik der aristotelischen Magna Moralia. Oldenburg. 1858. Reprint: Stuttgart. 1964.
- Kommentar über die Nikomachische Ethik des Aristoteles. Leipzig. 1878.

## Familie
Ramsauer war mit Lina geb. Trentepohl (1838–1864) und nach deren Tod mit deren Schwester Marie geb. Trentepohl (1847–1878) verheiratet. Zwei seiner Söhne schlugen ebenfalls die geistliche Laufbahn ein.

## Auszeichnungen
- Allgemeines Ehrenzeichen I. Klasse (1863)
- Oldenburgischer Haus- und Verdienstorden des Herzogs Peter Friedrich Ludwig
  - Ritterkreuz II. Klasse (1886)
  - Ehren-Ritterkreuz I. Klasse (1891)